# Ernest Edward Galpin
Ernest Edward Galpin (Grahamstown, 6 de diciembre de 1858 – Mosdene, Transvaal; 16 de octubre de 1941) fue un naturalista, y banquero sudafricano.
Dejó unas 16.000 hojas al Herbario Nacional en Pretoria y fue apodado "el Príncipe de los Recolectores" por general Smuts. Galpin descubrió media docena de géneros y muchos cientos de nuevas especies; y, más de 150 especies se nombraron en su honor.

## Biografía
Era quinto de siete hijos, nacidos en Grahamstown, de Henry Carter Galpin, relojero y joyero, y Georgina María Luck. Ernest comenzó su educación a nivel local en el St. Andrew's College. Debido a la mala salud de su padre, Ernest dejó la escuela a los 14 años para ayudar en el negocio. Un corto período de servicio activo en la frontera siguió, y luego se unió a la Oriental Banking Corporation (más tarde, Banco de África). Después de ser trasladado a Middelburg en Cabo, desarrolló un interés en las plantas locales y pasó largas horas de disección e identificación de flores silvestres con la ayuda de los tres volúmenes de Flora Capensis y Harvey's Genera. Sin embargo, no fue hasta 1888 cuando se convirtió en director de banco en Grahamstown, que sus recolecciones tomaron un giro serio. En 1889 fue trasladado a Barberton y empezó a interesarse por la flora local relativamente desconocida.
Sus muestras reflejan su naturaleza meticulosa de que fueron cuidadosamente prensadas, conservadas y marcadas con extensas notas sobre localidad, hábitat y morfología. Sus duplicados pronto se encontraron en Kew Gardens, Zúrich y un número de botánicos notables como Harry Bolus, John Medley Wood y Peter MacOwan. No sorprende que su colección se hiciese conocida internacionalmente. En Barberton se hizo amigo de un joven abogado y recolector vegetal Douglas Gilfillan, que más tarde se convertiría en su cuñado a través de su matrimonio con una hermana de Jongh. Galpin había tenido algunos nuevos descubrimientos de plantas pintadas por Marie Elizabeth de Jongh (hija de la condesa von Mimi Schönnberg) y se casó con ella en 1892. Ella compartió su amor por la vida al aire libre y lo acompañó en muchos de sus excursiones y expediciones.
En 1892 Galpin fue trasladado a Queenstown, donde iba a permanecer hasta su retiro en 1917. Ahora sus especímenes de herbario habían crecido a cerca de 1500. Hizo viajes extensos de recogida a las montañas en el Cabo Oriental, incluyendo Gran Winterberg, Katberg, Stormberg y Andriesberg. En 1904 su esposa lo acompañó en un viaje a la frontera Basutolandia donde se recogieron alrededor de Ben Macdhui y Satsannasberg. En 1897 emprendió un viaje de Port Elizabeth a Humansdorp, Knysna, George, Riversdale, Swellendam y distritos Caledon, finalizando en Ciudad del Cabo. Aquí pasó algún tiempo en el Herbario Bolus. En 1905 visitó Rhodesia con la Asociación Británica, recogiendo en las Cataratas Victoria y las Matopos.
En 1907, en compañía del Prof. HHW Pearson, emprendió un viaje a África Sudoccidental para estudiar Welwitschia, haciendo paradas en Puerto Nolloth, Lüderitz Bay, Swakopmund, Estación Welwitsch y siguiendo el río Swakop a Haikamkab. En 1910 él y su esposa se marchó de Lourenço Marques a Kenia y Uganda, recogiendo en las montañas Aberdare y regresaron con una nueva especie de árbol Lobelia.
A partir de 1913, agregó pocos ejemplares a su colección, que aun así era cerca de 16.000, y en 1916 donó la colección completa al Herbario Nacional en Pretoria.
En 1917 se retiró a su granja Mosdene en el Springbok Flats cerca de Naboomspruit norte de Pretoria. Aquí él se inspiró para comenzar a recoger de nuevo. Siguiendo el ejemplo del Dr. I.B. Pole Evans, comenzó un estudio botánico intensiva de los alrededores de su granja. A pesar de no ver bien, le enseñó a conducir su hijo, y juntos se embarcaron en un viaje a través del Transkei y el Cabo Oriental. Su esposa sufrió un ataque cardíaco fatal en Durban en 1933 mientras se encontraba en una expedición en las montañas del Transvaal oriental.

## Algunas publicaciones
- «A contribution to the knowledge of the flora of the Drakensberg». Rep.S.Afr. Assoc.Adv.Sci 6: 209 - 229. 1909.
- «The native timber trees of the Springbok Flats». Botanical Survey of South Africa 7. Department of Agriculture. 1925.
- "Botanical Survey of the Springbok Flats" Botanical Survey Memoir 12 1927
- «Biological Notes on Boscia rehmanniana and Olea verrucosa». Trans.Roy.Soc.S.Afr 23: 255 - 258. 1935. doi:10.1080/00359193509518895. con EA Galpin (hijo)

## Honores
- v. 13 de "Plantas fanerógamas de Sudáfrica" le fue dedicado
- la Universidad de Sudáfrica le confirió un doctorado honorario.

### Membresías
- vitalicio de la Sociedad Linneana de Londres
- Soc. Africana para el Avance de la Ciencia un año después de su fundación.

### Eponimia
Géneros
- (Lythraceae) Galpinia N.E.Br.[6]
- (Poaceae) Mosdenia Stent[7]

Especies
- (Acanthaceae) Crabbea galpinii C.B.Clarke[8]
- (Acanthaceae) Macrorungia galpinii Baden[9]
- (Asteraceae) Gerbera galpinii Klatt[10]
- (Euphorbiaceae) Euphorbia ernestii N.E.Br.[11]
- (Fabaceae) Tephrosia galpinii H.M.L.Forbes[12]
- (Thymelaeaceae) Struthiola galpinii C.H.Wright[13]

- La abreviatura «Galpin» se emplea para indicar a Ernest Edward Galpin como autoridad en la descripción y clasificación científica de los vegetales.[14]